# 5536 Honeycutt
5536 Honeycutt eller 1955 QN är en asteroid i huvudbältet, som upptäcktes 23 augusti 1955 av Indiana Asteroid Program vid Indiana University Bloomington med Goethe Link Observatory. Asteroiden har fått sitt namn efter Kent Honeycutt.
Den tillhör asteroidgruppen Flora.